# التومة
التومة إحدى قرى مركز الشيخ زويد التابع لمحافظة شمال سيناء بجمهورية مصر العربية.